# Хепатитис Б
Хепатитис Б је заразна болест изазвана Хепатитис Б вирусом који напада јетру. Спада у вирусни хепатитис. Може да изазове и акутну и хроничну инфекцију.
Акутни хепатитис Б прелази у хронични у око пет одсто одраслих особа и деце старије од 12 година. Код деце која га добијају на рођењу од мајке која је носилац вируса, изгледи за прелазак у хронични је у 90 одсто случајева. Код деце која добију хепатитис Б у узрасту до пет година, учесталост прераста у хроничну инфекцију у 50 одсто случајева. Прелазак у хроничну инфекцију је чешћи код мушкараца, код особа на хроничној хемодијализи, код дијабетичара, алкохоличара, особа са имунодефицијенцијом, са малигним обољењима. Смртност од хепатитиса Б у акутној фази износи један од-сто. У хроничној фази хепатитиса Б узрок смрти су последице: цироза јетре и примарни карцином јетре који се развијају обично после 10 до 20 и више година од акутне фазе болести. Цирозу јетре добија 20-30 одсто болесника, а примарни карцином око пет одсто. Карцином јетре обично долази на већ формирану цирозу јетре и пети је по учесталости у свету.
Довољно је да минимална количина крви, која се не види голим оком, капне на сто и вирус остаје у животу недељу, па понекад и до месец дана и тиме представља потенцијалну опасност за некога ко има повреду на кожи. Међутим, вирус може проћи и кроз слузокожу.
Вирус Б се преноси лакше и он је много отпорнији од вируса Ц. Потребни су добро стерилисани инструменти јер вирус Б не убија температура кувања од 100 степени већ температура суве стерилизације од 160 до 180 степени у трајању од 1 до 2 сата. Инструменте који не могу да се подвргну температури треба подвргнути средствима која убијају ове вирусе (формалдехид). 
Светска здравствена организација дала је препоруку да се с искорењивањем ове болести почне још 1991. године (вакцинацијом свих новорођених беба), вакцинацијом деце старе до 12 година и свих ризичних група. 